# Mariusz Urbanek
Mariusz Urbanek (ur. 18 października 1960 w Krapkowicach) – polski pisarz, publicysta.

## Życiorys
Ukończył studia prawnicze na Wydziale Prawa Uniwersytetu Wrocławskiego. W latach 1983–1990 pracował w tygodniku itd, później w Przeglądzie Tygodniowym (1990-1991) i Wprost (1992-1993). W latach 1994–2005 był reporterem w tygodniku Polityka, od 2007 do 2011 redagował „Wieżę Ciśnień”, reporterski dodatek wrocławskiej „Gazety Wyborczej”, i kierował w niej działem kultury. W latach 2007–2008 publikował felietony w Gazecie Giełdy Parkiet. Obecnie kieruje działem publicystyki i historii we wrocławskim miesięczniku Odra, gdzie od 1990 roku publikuje także stały felieton pt. „stan przejściowy”. W latach 2012–2021 kierował Gabinetami Świadków Historii w Muzeum Pana Tadeusza Zakładu Narodowego im. Ossolińskich.
Był współtwórcą, zastępcą redaktora naczelnego, a później współpracownikiem Tygodnika Internetowego TIN, który ukazywał się w latach 2001–2004, a w roku 2005 współtworzył i był zastępcą redaktora naczelnego Tygodnika Dolnego Śląska „Piątek”. W latach 1997–2001 współtworzył cykliczny program telewizyjny „Jestem” (rozmowy z wykonawcami tzw. piosenki środka); kilkadziesiąt godzinnych audycji zrealizowanych zostało dla TV Polonia i Programu II TVP.
W 2015 jego książka pt. Genialni. Lwowska szkoła matematyczna (Wydawnictwo Iskry, Warszawa 2014) została nominowana do Nagrody Literackiej i Historycznej Identitas. Prof. Lech Maligranda w swojej recenzji książki dostrzegł jej potencjał w popularyzowaniu sylwetek polskich matematyków, podkreślił jednak, że książka nie może być traktowana jako źródło informacji o polskich matematykach ze względu na liczne zawarte w niej błędy; zaznaczył też, że w książce brak jest informacji o samej matematyce.
W 2017 książka Makuszyński. O jednym takim, któremu ukradziono słońce zwyciężyła w plebiscycie widzów TVP Kultura na „Najgorętszą książkę lata”. W 2018 ta sama książka zdobyła (ex-aequo) Nagrodę Literacką Zakopanego. W 2019 książka Genialni. Lwowska szkoła matematyczna została wydana w języku ukraińskim Геніальні. Львівська математична школа.

## Twórczość
- 1988 Polska jest jak obwarzanek, Wydawnictwo Literackie
- 1991 Wieniawa. Szwoleżer na Pegazie [II wydanie – 2008], Wydawnictwo Dolnośląskie
- 1992 Zły Tyrmand, Wydawnictwo Słowo
- 1995 Piłsudski bis, Wydawnictwo Rytm
- 1996 Mostek czarownic. Baśnie Wrocławskie [II wydanie – 2004], Wydawnictwo Europa
- 1997 Kisiel, Wydawnictwo Dolnośląskie
- 1997 Zrób sobie Wrocław [z rysunkami Tomasza Brody], Wydawnictwo Funna
- 1997 Powódź. Wrocław, lipiec 1997 [album fotograficzny – teksty i układ zdjęć], Wydawnictwo Dolnośląskie
- 1998 Wrocław. Tysiąc lat, Wydawnictwo Funna
- 2001 Przecieki niekontrolowane. Felietony z Odry, Wydawnictwo Krakowskie
- 2003 Dolny Śląsk. Siedem stron świata
- 2003 Opowieści kantora Dawida [monodram na 800-lecie Gminy Żydowskiej we Wrocławiu]
- 2004 Wrocław z nieba. Ostrów Tumski [album ze zdjęciami Macieja i Tadeusza Szwedów]
- 2004 Tuwim, Wydawnictwo Dolnośląskie
- 2005 Baśnie Dolnośląskie, Wydawnictwo Europa
- 2005 Podróże przez Dolny Śląsk [album ze zdjęciami Stanisława Klimka]
- 2006 Masz to jak w banku [felietony], Wydawnictwo Bank Zachodni WBK
- 2006 Kisielewscy: Jan August, Zygmunt, Stefan, Wacek Wydawnictwo Iskry [II wydanie, poszerzone – 2015]
- 2007 Zły Tyrmand [poszerzona znacznie wersja książki z 1992 r.] Wydawnictwo Iskry
- 2008 Legendy wrocławskie [cykl pięciu krótkich sztuk wystawionych w roku 2008 i 2009 przez Wrocławski Teatr Lalek]
- 2008 Waldorff. Ostatni baron Peerelu Wydawnictwo Iskry
- 2009 Zrób sobie Wrocław [z rysunkami Tomasza Brody], poszerzona wersja książki z 1997 r.
- 2010 Romans biurkowy, czyli 99 dni z życia korporacji
- 2010 Wrocławskich krasnali historie prawdziwe
- 2010 Lato Muminków [adaptacja opowiadań Tove Jansson we Wrocławskim Teatrze Lalek]
- 2011 Broniewski. Miłość, wódka, polityka Wydawnictwo Iskry
- 2011 Władysław Broniewski Wierszem przez życie. Poezje (wybór i posłowie), Wydawnictwo Iskry, Warszawa, listopad 2011, ISBN 978-83-244-0185-7[9].
- 2011 Nawiedzony młyn [scenariusz spektaklu Wrocławskiego Teatru Lalek – wspólnie z Beatą Maciejewską]
- 2013 Brzechwa. Nie dla dzieci, Wydawnictwo Iskry
- 2013 Pierniki dla króla [bajka], Kościół Pokoju w Świdnicy
- 2013 Tuwim. Wylękniony bluźnierca, Wydawnictwo Iskry
- 2014 Brzydki Kaczorek  [bajka muzyczna, premiera w Operze i Filharmonii Podlaskiej w Białymstoku]
- 2014 Kurier z Warszawy [scenariusz komiksu o Janie Nowaku-Jeziorańskim – wspólnie z Mateuszem Palką, rysował Bartłomiej Stefanowicz], Zakład Narodowy im. Ossolińskich
- 2014 Jan Nowak-Jeziorański. Biografia opowiadana [wybór cytatów i redakcja wspólnie z Mateuszem Palką], Zakład Narodowy im. Ossolińskich
- 2014 Genialni. Lwowska szkoła matematyczna, Wydawnictwo Iskry
- 2015 Wieniawa. Szwoleżer na Pegazie [poszerzone i zmienione w stosunku do wydań z lat 1991 i 2008], Wydawnictwo Iskry
- 2017 Makuszyński. O jednym takim, któremu ukradziono słońce, Wydawnictwo Czarne
- 2018 Wojna w eterze [II część komiksu o Janie Nowaku-Jeziorańskim, scenariusz wspólnie z Mateuszem Palką, rysował Paweł Janczarek], Zakład Narodowy im. Ossolińskich
- 2018 Profesor Weigl i karmiciele wszy, Wydawnictwo Iskry
- 2019 Zły Tyrmand [poszerzona wersja książki z 2007 roku], Wydawnictwo Iskry
- 2023 Marian Eile. Poczciwy cynik z «Przekroju», Wydawnictwo Iskry